# Бергквист, Кайса
Кайса Маргарета Бергквист (швед. Kajsa Margareta Bergqvist; род. 12 октября 1976, Соллентуна) — шведская чемпионка мира и Европы по прыжкам в высоту (золотые медали на чемпионатах в Хельсинки и Мюнхене), лауреатка национальной спортивной награды, медали «Брагдгулд», посол доброй воли ЮНИСЕФ.
Обладательница мирового рекорда среди женщин по прыжкам в высоту в помещении — 208 см. Этот результат входит в четвёрку лучших прыжков в высоту в истории. Кроме Кайсы отметку 208 см на официальных соревнованиях преодолевали только Стефка Костадинова (также установившая мировой рекорд 209 см) и Бланка Влашич. Однако последние две спортсменки достигли этих результатов на открытом стадионе.
Рост Кайсы — 175 см, вес — 59 кг. При таком невысоком для прыгуньи в высоту росте её результаты особо удивительны. Для сравнения: рост Стефки Костадиновой — 180 см, Бланки Влашич — 193 см. Кайса обладает неформальным рекордом разности прыжка в высоту и роста, который составляет 33 см.